# Мичуринский (Волгоградская область)
Мичуринский — посёлок в Камышинском районе Волгоградской области, административный центр  Мичуринского сельского поселения. Образован в 1998 году.
Население - 2276 чел. (2010)

## История
Образован постановлением Волгоградской областной Думы от 20 февраля 1998 года № 74/940. Этим же постановлением был учреждён Мичуринский сельский совет. В состав сельского Совета вошли: село Ельшанка и хутор Торповка, исключённые из административного подчинения Терновского сельсовета и вновь образованный посёлок Мичуринский.

## Физико-географическая характеристика
Посёлок находится в лесостепи, в пределах Приволжской возвышенности, являющейся частью Восточно-Европейской равнины. Высота центра населённого пункта — 112 метров над уровнем моря. В окрестностях населённого пункта распространены светло-каштановые почвы.
Посёлок расположен в пригородной зоне Камышина. По автомобильным дорогам расстояние до центра Камышин — 6 км, до областного центра города Волгоград — 200 км, до города Саратов — 190 км.
Климат
Климат умеренный континентальный (согласно классификации климатов Кёппена — Dfa). Многолетняя норма осадков — 395 мм. Наибольшее количество осадков выпадает в июле — 48 мм, наименьшее в марте — 22 мм. Среднегодовая температура положительная и составляет +6,9°С, средняя температура самого холодного месяца января –9,6°С, самого жаркого месяца июля +22,8°С.
Часовой пояс
Мичуринский, как и вся Волгоградская область, находится в часовой зоне МСК (московское время). Смещение применяемого времени относительно UTC составляет +3:00.

## Население
| 2002 |
| ---- |
| 1375 |

| 2010 |
| ---- |
| 2276 |